# Museu Nacional da Aldeia Dimitrie Gusti

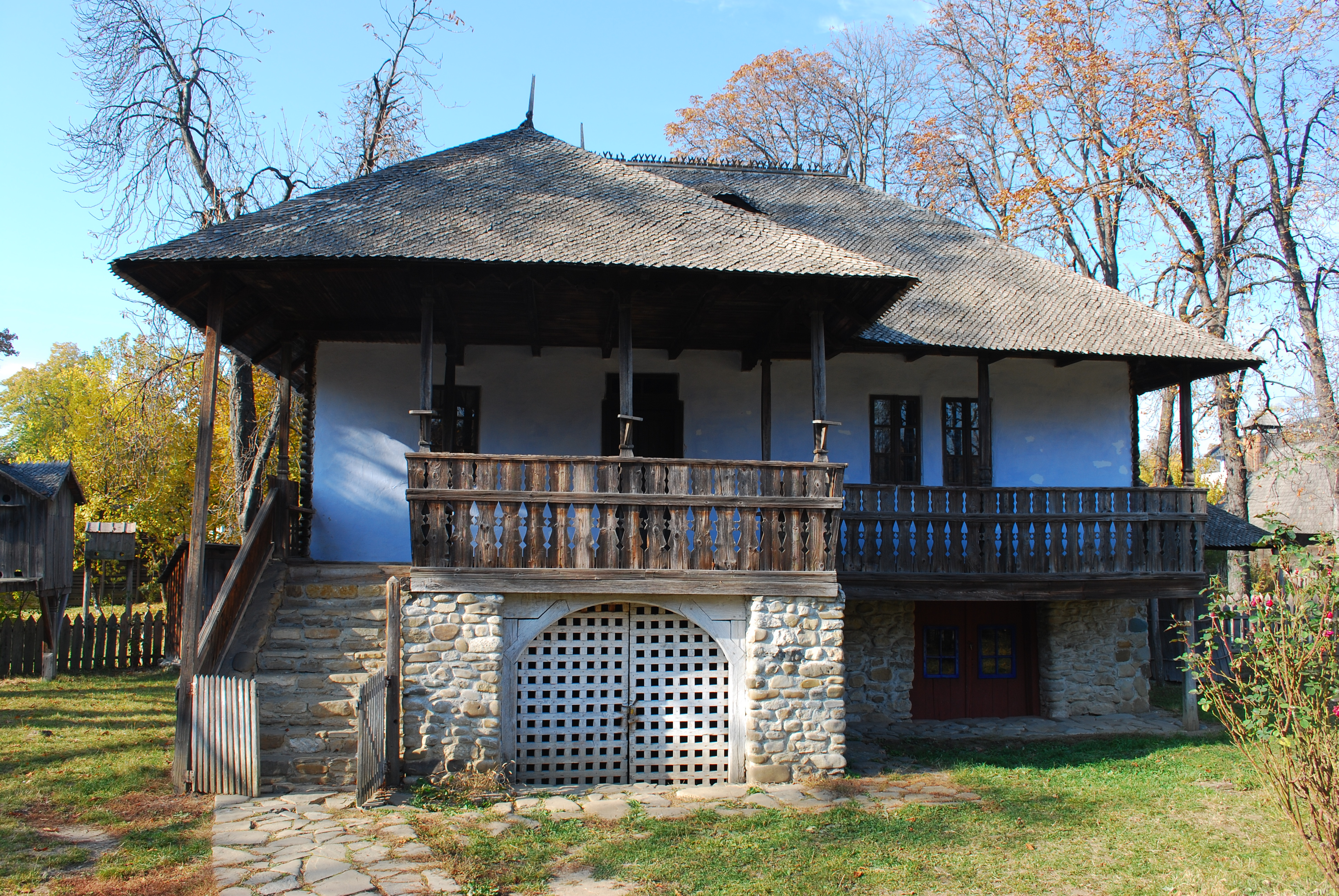
Casa de Chiojdu, Munténia

O Museu Nacional da Aldeia Dimitrie Gusti (em romeno: Muzeul Național al Satului Dimitrie Gusti), também conhecido por Museu da Aldeia Romena, é um ecomuseu ao ar livre situado no Parque Herăstrău, em Bucareste, a capital da Roménia. Foi inaugurado em 1936 e mostra aspetos da vida rural entre os séculos XVII e XX e das tradições dos camponeses da Roménia.
Quando abriu ocupava 4,5 hectares. Esta área foi duplicada em 1948 e novamente alargada em 1990. Em 2018 tinha 12 hectares, onde há 123 cojuntos de arquitetura tradicional, com 363 edifícios, entre casas, igrejas de madeira e instalações industriais, que incluem oficinas, moinhos de vento e algumas instalações hidráulicas. O acervo do museu inclui também mais de 50 000 objetos tradicionais.

## História
A ideia de fundar um museu ao ar livre na Roménia data da segunda metade do século XIX. Em 1867, o eminente académico e político Alexandru Odobescu propôs apresentar alguma da arquitetura tradicional romena num pavilhão da Exposição Universal de Paris. Mais tarde, o etnólogo e hsitoriador Alexandru Tzigara-Samurcaș fundou em Bucareste um museu etnográfico e de arte nacional, decorativa e industrial em 1906, o qual pretendia que viesse a ter "casas autênticas e completas de tdoas as regiões mais significativas habitadas por romenos".
Na década de 1930 existiam apenas dois grandes museus ao ar livre na Europa: o Skansen (em Estocolmo, Suécia, aberto em 1891) e o Maihaugen (em Lillehammer, Noruega, aberto em 1901). Na Roménia, o primeiro museu desse tipo abriu em 1929 e m Cluj — o Museu Etnográfico da Transilvânia.
O Museu da Aldeia é um resultado do trabalho de investigação teórica e de campo ao longo de mais de uma década do académico Dimitrie Gusti, que além de sociólogo e fundador da Escola de Sociologai de Bucareste, era também etnólogo. Quando esteve à frente do Departamento de Sociologia da Universidade de Bucareste, Gusti reuniu um equipa interdisciplinar que incluía sociólogos, etnógrafos, folcloristas, geógrafos, estatísticos e cientistas de outros ramos, além dos seus estudantes, que estudaram numerosas aldeias um pouco por todo o país.
Em março de 1936, com o apoio da Fundação Real Príncipe Carlos, começou a ser montado o museu, com a colaboração das pessoas que tinham trabalhado nos levantamentos de campo liderados por Gusti. Foram adquiridas casas, anexos, igrejas e oficinas em várias aldeias, que foram desmontadas e remontadas no espaço do museu. Também foram adquiridos numerosos objetos do interior dos edifícios, como móveis, cerâmicas, têxteis, ferramentas, etc., considerados representativas do seu local de origem. Os primeiros trabalhos de montagem do museu e reconstrução dos edifícios transladados das aldeias foram dirigidos pelos especialistas Henri H. Stahl e Victor Ion Popa, que contrataram artesãos das aldeias de onde vieram os edifícios. O museu foi inaugurado em 10 de maio de 1936 pelo rei Carlos II e abriu ao público uma semana depois.
Em 1937 vários monumentos do museu foram desmantelados para darem lugar a jardim do palácio da princesa Isabel, irmã do rei romeno. Entre os monumentos desmantelados nessa altura estavam seis moinhos de vento da Bessarábia, uma casa maecdónia, uma casa de Kaliakra, um moinho de água e um viveiro de peixes. Em 1940, na sequência da anexação da Bessarábia, Bucovina e parte de Herța pela União Soviética, o município de Bucareste alojou famílias de refugiados dessas regiões em algumas casas do museu, o que levou a que o museu fechasse até 1948. O mau uso dos edifícios resultou em graves danos.
Durante a era comunista (1947–1989), o museu foi diversas vezes ameaçado de mudar de local, para dar lugar a projetos urbanísticos. Tal não aconteceu em grande parte devido à tenacidade de Gheorghe Focsa, o diretor entre 1948 e 1978, que sempre conseguiu não fazer concessões às pressões políticas e manteve a autenticidade do museu e o seu papel como centro de estudos etnográficos.
Em setembro de 1997, o setor da Transilvânia foi parcialmente destruído por um fogo. O mesmo aconteceu em fevereiro de 2002 aos setores da Moldávia e de Dobruja.